# لينكولن تومسون
لينكولن تومسون (بالإنجليزية: Lincoln Thompson)‏ هو مغني وموسيقي وملحن جامايكي، ولد في 18 يونيو 1949 في كينغستون في جامايكا، وتوفي في 23 يناير 1999 في لندن في المملكة المتحدة بسبب سرطان الكبد.

## وصلات خارجية
- لينكولن تومسون على موقع ميوزك برينز (الإنجليزية)
- لينكولن تومسون على موقع ديسكوغز (الإنجليزية)